# 西赤尾八幡社
西赤尾八幡社（にしあかおはちまんしゃ）は、富山県南砺市西赤尾にある神社。
西赤尾八幡社の収蔵するご神体一群は、市の指定文化財である。

## 概要
富山県西南部、南砺市の旧上平村西赤尾集落に鎮座する。
「新屋道場由来記」によると、中世の赤尾谷地域は（1）平瀬氏の治める新屋を中心とした庄川東岸一帯、（2）角淵氏の治める西赤尾を中心とした庄川西岸南部一帯、（3）高桑氏の治める漆谷を中心とした庄川西岸北部一帯、の三地域に分かれていたという。（2）庄川西岸南部一帯の中でも西赤尾・下嶋集落は結びつきが強く、西赤尾八幡社は行徳寺とともに、西赤尾・下嶋両集落共通の神社として発展した。
正徳2年（1712年）作成の『五ヶ山村々神号之覚』でも西赤尾・下嶋2か村の寺とされ、砺波郡北野村山伏海乗寺の持分であったと記されている。また、明治13年（1880年）の神社寺院台帳には「創建年月日等不詳」とされるが、このころ氏子が52戸あったと記されている。春季祭礼は5月3・4・5日にあり、秋季祭礼は10月5日にある。現在の社殿は昭和51年に建築されたものである。
地元の伝承によると、昔この一帯には狼がたくさんいたが、赤尾の宮（＝西赤尾八幡社）と上野の宮（＝東赤尾八幡宮）に狼が祀ってあるため、この二つの宮の間だけは狼が通らなかったという。

## 西赤尾八幡社のご神体一群およびこま犬二番

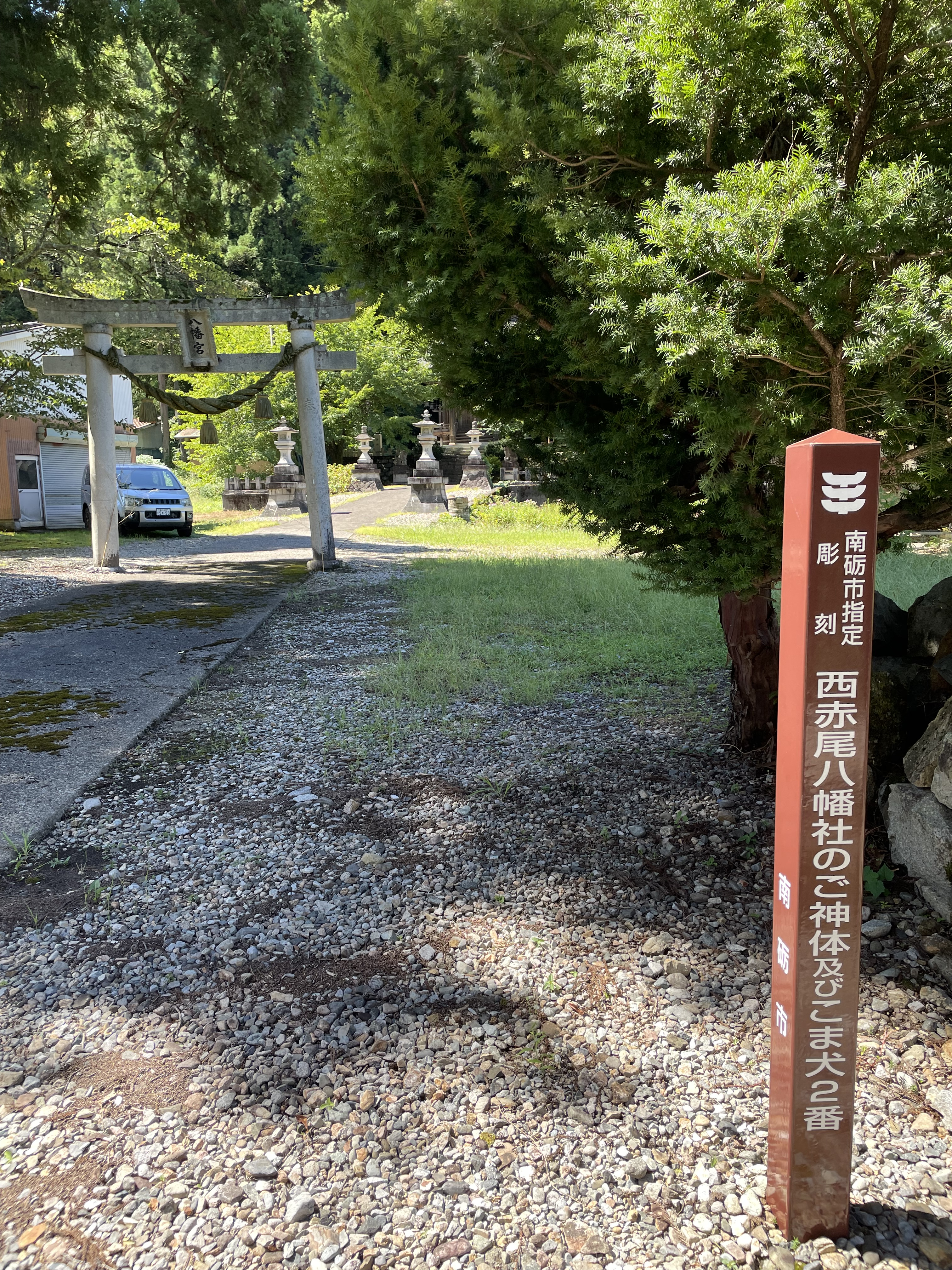
西赤尾八幡社の文化財案内板。

西赤尾八幡社には男神女神の木製座像、立像および石像、その他菩薩、観音、右大臣、左大臣など、鎌倉時代から室町時代ころに作成されたと推定される木像が計15体収蔵されている。
その内、最も大きい三体の御神像は八幡三神（八幡大神、息長帯姫命、比咩神）をかたどっており、中央の御神像は僧形で袈裟が彫られていることから、僧形八幡神の形式を取っている。その両隣の2体は息長帯姫命と比咩神に相当し、髪は垂髪で袖の長い小袖をきており、他の八幡三神同様に男神と女神が対となっている。
この御神像の作風には稚拙なところがあるが、それ故に五箇山在住の人達によって刻まれたものと考えられている。また、わずかに胡粉が残っていることから、もとは彩色像であったと推定される。八幡三神は厨子の中にまつられていたと考えられ、細い目、小さい口元なども相まって、神秘的な表情を形作っていたと評される。
昭和44年10月1日に上平村の文化財に指定され、南砺市への合併後も引き続き市の文化財とされている。